# آمپارو ریوه‌یس
آمپارو ریوه‌یس (اسپانیایی: Amparo Rivelles‎؛ ۱۱ فوریهٔ ۱۹۲۵ – ۷ نوامبر ۲۰۱۳) بازیگر اهل اسپانیا بود.
از فیلم‌ها یا مجموعه‌های تلویزیونی که وی در آن‌ها نقش داشته است، می‌توان به صلیب ماریسا کروسس اشاره نمود.